# Публий Элий Лиг
Пу́блий Э́лий Лиг (лат. Publius Aelius Ligus; умер после 167 года до н. э.) — римский военачальник и политический деятель из плебейского рода Элиев, консул 172 года до н. э. Во время консулата удачно воевал с лигурами, в 167 году до н. э. участвовал в создании послевоенного порядка в Иллирии.

## Биография
Публий Элий принадлежал к незнатному плебейскому роду Элиев, который незадолго до того вошёл в состав сенаторского сословия. Наиболее высокопоставленной ветвью этого рода были обладатели когномена Пет, получавшие консулат с 201 года до н. э.. Согласно Капитолийским фастам, отец и дед Публия носили тот же преномен.
Первые упоминания о Публии Элии в сохранившихся источниках относятся к 172 году до н. э. Тем не менее британский исследователь Роберт Броутон предположил, исходя из положений закона Виллия и даты консулата Публия Элия, что не позже 175 года до н. э. этот нобиль должен был занимать должность претора. В 172 году до н. э. Публий Элий получил консульство (в связи с этим Тит Ливий по ошибке назвал его Публием Эмилием Лигуром); его коллегой стал Гай Попиллий Ленат, и это был первый случай, когда обе консульские должности получили плебеи. Ввиду угрозы большой войны с царём Персеем оба консула потребовали Македонию в качестве провинции, но получили Лигурию, где консул предыдущего года Марк Попиллий Ленат (брат Гая) излишней жестокостью вызвал волнения. Публий Элий поддержал коллегу в его усилиях по предотвращению судебного преследования брата. Позже он воевал с лигурами, за что и получил агномен Лиг (Ligus).
В 167 году до н. э. Публий Элий был в числе пяти членов комиссии, занимавшейся совместно с претором Луцием Аницием Галлом послевоенным устройством Иллирии. Кроме него, в эту комиссию входили двое преториев (бывших преторов) Гай Цицерей и Гней Бебий Тамфил, а также Публий Теренций Тусцивикан и Публий Манилий. Иллирийское царство поддержало Персея в его войне против Рима и было разгромлено, а потому теперь легаты, находясь в Скодре, отменили царскую власть. Они приказали иллирийцам от имени сената и народа Рима «быть свободными». Территория царства была разделена на три республики, которые должны были выплачивать Риму подать. При этом некоторые общины, которые перешли на сторону Рима ещё в ходе войны, легаты освободили от налогов. Позже все эти земли составили новую провинцию.
После 167 года до н. э. Публий Элий уже не упоминается в источниках.
В источниках упоминается ещё один Элий Лиг (преномен неизвестен), живший в I веке до н. э., народный трибун 58 года до н. э.